# Rugós kötőelem

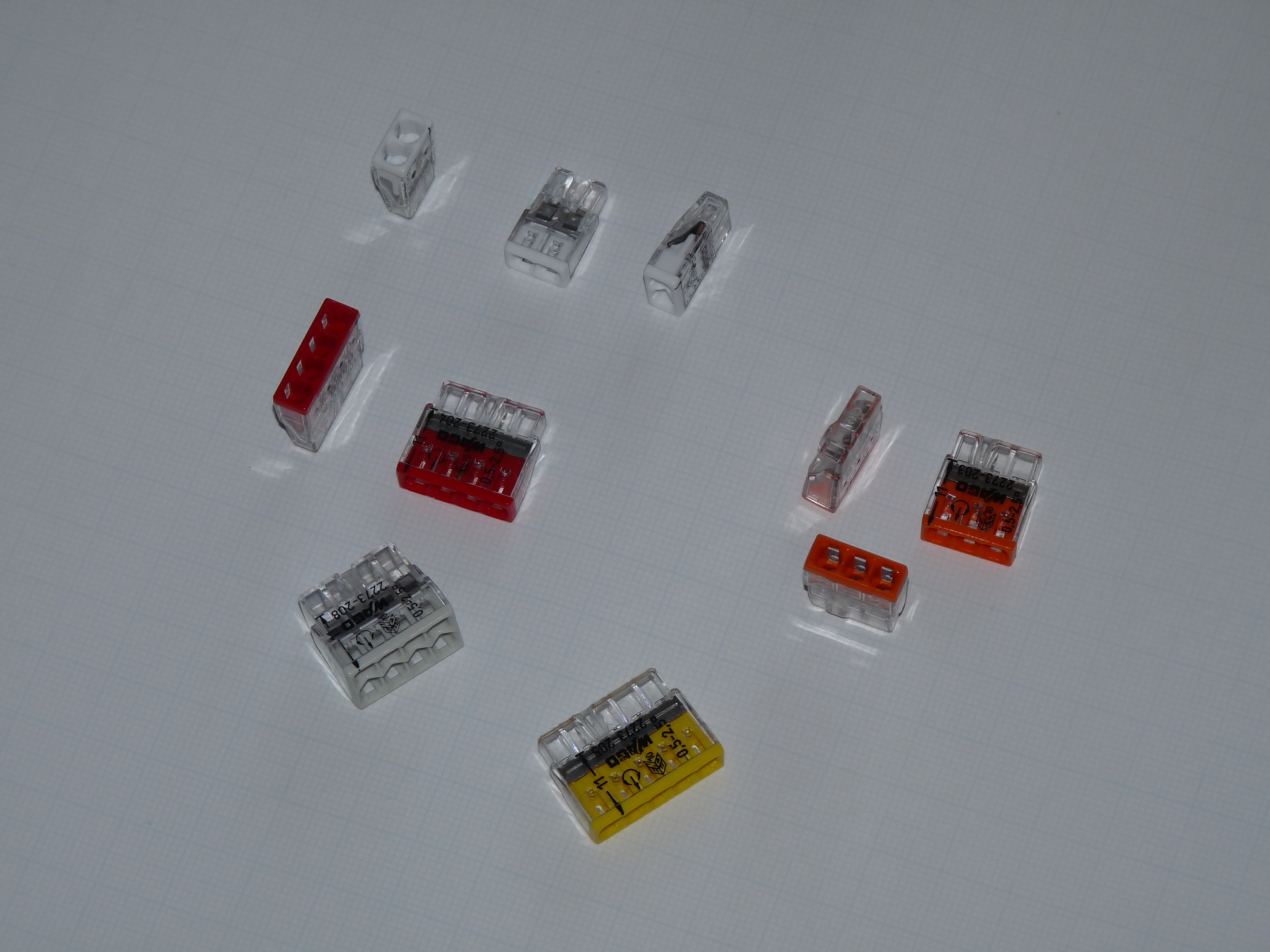
Rugós kötőelemek (wagók)

A rugós kötőelemeket általános célú fogyasztói elektromos hálózaton végzett kivitelezési munkák során használják az egyes vezetékek gyors, üzembiztos és szabványos kötésére. A szakzsargon nyelvezetében gyakran „wago” néven ismert, amely az egyik nagy gyártó és szabadalom-tulajdonos cég bejegyzett neve. Ismert még rugós vezeték-összekötő és dugaszolható kapocs néven is.

## Felhasználása
Az elektromos hálózatok kivitelezésénél használt szerelvények esetében kiemelten fontos szempont, hogy minden részegységnek illeszkednie kell a méretezéskor meghatározott értékekhez. Ebből eredően nemcsak a használt vezetékek keresztmetszetének kell megfelelőnek lennie, hanem az alkalmazott kötéseknek is igazodniuk kell a várható maximális terheléshez. Ez az elvárás fokozottan érvényes az alkalmazott kötések minőségére a tűzbiztonság miatt. A régebben ideiglenesen elfogadott vezeték-összecsavarásos és szigetelőszalaggal lezárt kötések ma már egyértelműen szabályellenesek. A fémek oxidálódásakor képződő felületi rétegek idővel egyre magasabb ellenállása és a szigetelőszalagok ragasztóinak elfáradása egyértelműen megmutatják az ilyen kötések hátrányait. Ezeket a tűzvédelmi szakemberek sokszor időzített bombaként is emlegetik. Egy pókhálóval sűrűn teleszőtt és az évek múltán vastagon porossá vált csatlakozási pont, amelyben az öreg szigetelőszalag szétmállott, hiányos vagy már nincs is a helyén, rendkívüli mértékben tűzveszélyes. Az ilyen kötések felkutatása és megszüntetése elsődleges fontosságú az épület tűzbiztonsága szempontjából.
A rugós kötőelem alkalmazása az alábbiakban felsorolt szempontok miatt előnyös:
- Használata gyors és egyszerű.

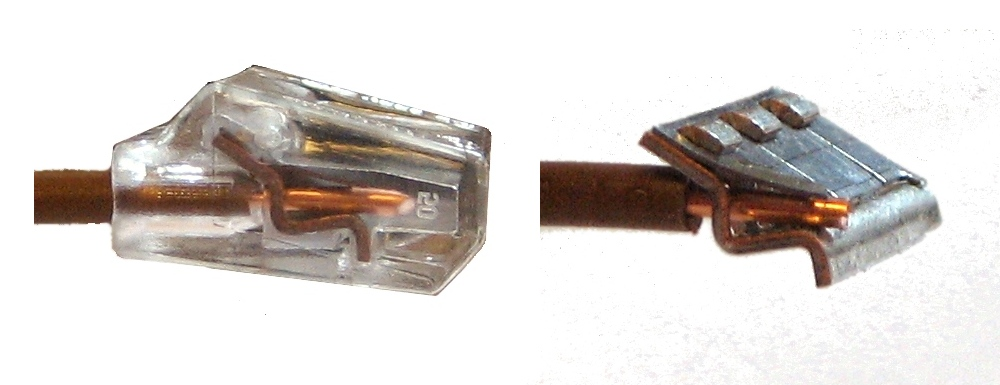
wago-val létesített kötés (eredeti állapotban és eltávolított szigeteléssel)

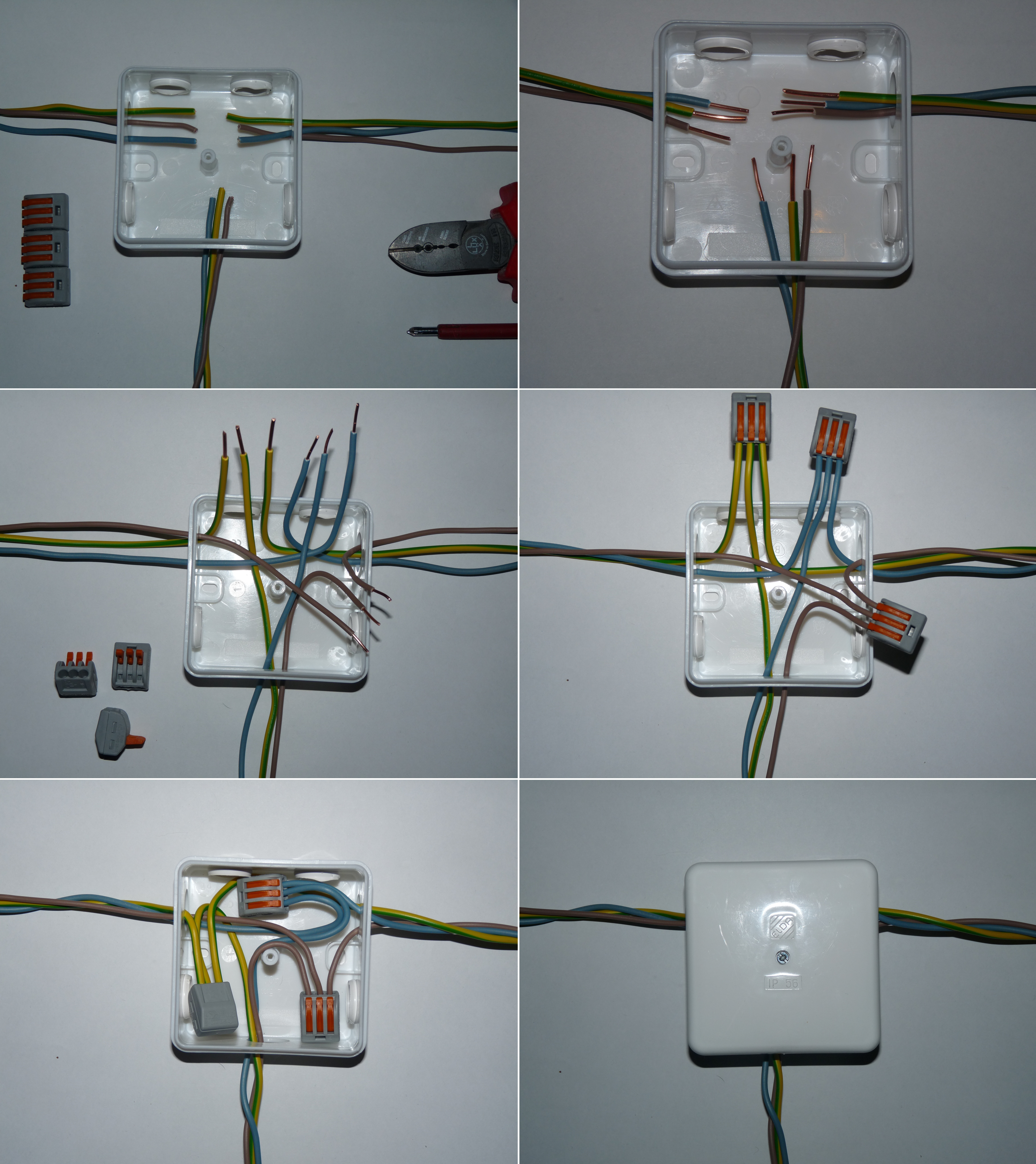
Szabályos kötés létesítése nyitható-zárható wago felhasználásával

- A vezetéket nem kell feleslegesen nyíró és csavaró irányú erőkkel gyengíteni, amely erők az egymással összecsavaráskor és félbehajtáskor jelentkeznek.
- Nem igényel egyéb szigetelést (például szigetelőszalag), mivel a rugós kötőelem külső műanyag borítása az adott csatlakozóra megadott határig megfelelő szigetelést biztosít.
- Nincs szükség forrasztásra. (Forrasztás során a fémekkel közölt hő sok esetben gyengíti azok rugalmasságát, valamint a forrasztással bediffundált másik fém (ón) gyakran csökkenti a hasznos keresztmetszetet is, amivel így gyenge pont alakul ki a vezetékezésben.)
- Nincs szükség csavarhúzó segítségével végzett csavaros megszorításra, amely kötési mód később esetleg meglazulhat. (A csavaros kötések esetében az időszakos felülvizsgálat és a csavarok utánhúzása rendszeresen elvégzendő feladat. A túl szorosra húzott rögzítésben a csavar vége roncsolhatja a vezetéket,[4] ezáltal csökkentve a hasznos keresztmetszetét.)
- A rugós elemben a használat során tárolt feszítőerő a kötés teljes élettartama során folyamatosan szorítja a csatlakoztatott vezetékeket, így nem várható a kötés későbbi lazulása.
- A kötőelem helyes használatával létrejövő érintkezési pont gyakorlatilag fémtiszta érintkezést is ad, mivel a késes rész belemar a vezeték felületébe az ott lévő oxidrétegen keresztül. Az ezzel együtt alkalmazott további, úgynevezett felületi érintkezési rész a szükséges vezetői keresztmetszetet adja a kötőelemen belül.
- A késes szakasz biztosítja a kötés mechanikai szilárdságát is, amely a vezeték mozgatásával egyre biztosabb kötést jelent. (Természetesen a vezeték és a kötőelem méretéhez igazodó határokon belül. Durva behatás esetén az így kialakított kötés szakadását nem lehet elkerülni.)
- Egyes változatok átlátszó műanyag szigetelést kapnak, hogy a kötés minősége szemrevételezéssel is ellenőrizhető legyen.[5]
- A rugalmas kötés ellensúlyozza a csatlakozás minőségét kedvezőtlenül befolyásoló dilatációs hatást, amelyet a kötődobozokat érő hőmérsékleti változások idéznek elő. (Egy épület külső falába épített kötődoboz a téli leghidegebb és a nyári legmelegebb időszakok között akár 60 ℃ változásnak is ki van téve.)
- A kötőelem szigetelésén gyakran egy mérőpontnak kialakított kis nyílás is található, amelyet leginkább a műszerek mérővezetékének hegyes csúcsával lehet csak elérni. Ezen a módon a szigetelés megsértése nélkül biztosít hozzáférést a belső, mélyebben elhelyezkedő fémrészhez.

## Kiviteli változatai
Az alapváltozatú rugós kötőelem elsősorban azonos anyagú és azonos kivitelű vezetékek fémes összekapcsolására használatos. A leggyakrabban a merev szálú rézkábelek kötéseinél használják. Létezik sodrott szálas vezetékekhez kialakított, illetve nyitható és újból visszazárható változata is. Ezek mellett van még DIN sínre szerelhető és segédérintkező-gyűjtő feladatot ellátó fajtája is. A kialakítás fő jellemzője még az egyszerre csatlakoztatható vezetékek száma. Ez meghatározza a kötőelem méretét és az alkalmazott belső fémérintkezők áramtűrését. A rugós elemnek köszönhetően nem egy fixen megadott vezeték-keresztmetszethez készítik, hanem általában egy méret-tartományt jelöl meg a gyártó, amely vezetékméretek csatlakoztatása esetén még megfelelő kötés jön létre.
Speciális igény - amely régebbi épületek esetében gyakran előfordul - hogy réz és alumínium vezetőket kell egymással összekötni. Ez különösen nagy veszélyforrás, mivel a két fém kémiai sajátosságai miatt, azok érintkezésekor létrejövő elektrokémiai kölcsönhatás eredményeként az alumínium vezető idővel fogyni kezd és porózussá válik. Az összecsavart kötés alkalmazása ezért ilyen esetben szigorúan tilos. Az alumínium vezetékek az idő előrehaladtával önmagukban is egyre ridegebbé és törékenyebbé válnak, így a megfelelő (nem réz) sorkapoccsal kialakított kötést is rendszeresen ellenőrizni kell. Az általánosan elfogadott jó megoldás ilyenkor egy olyan rugós kötőelem alkalmazása, amelyet kifejezetten erre a célra készítettek és a rézre, illetve az alumíniumra nézve kémiailag semleges harmadik fémet (esetleg harmadik fémmel bevont réz érintkezőket) tartalmaz. Egyes gyártók speciális pasztát is készítenek, amivel a kötőelemen belüli további oxidációt lehet megakadályozni.